# Helige å
För vattendrag med snarlika namn, se även Helgeån

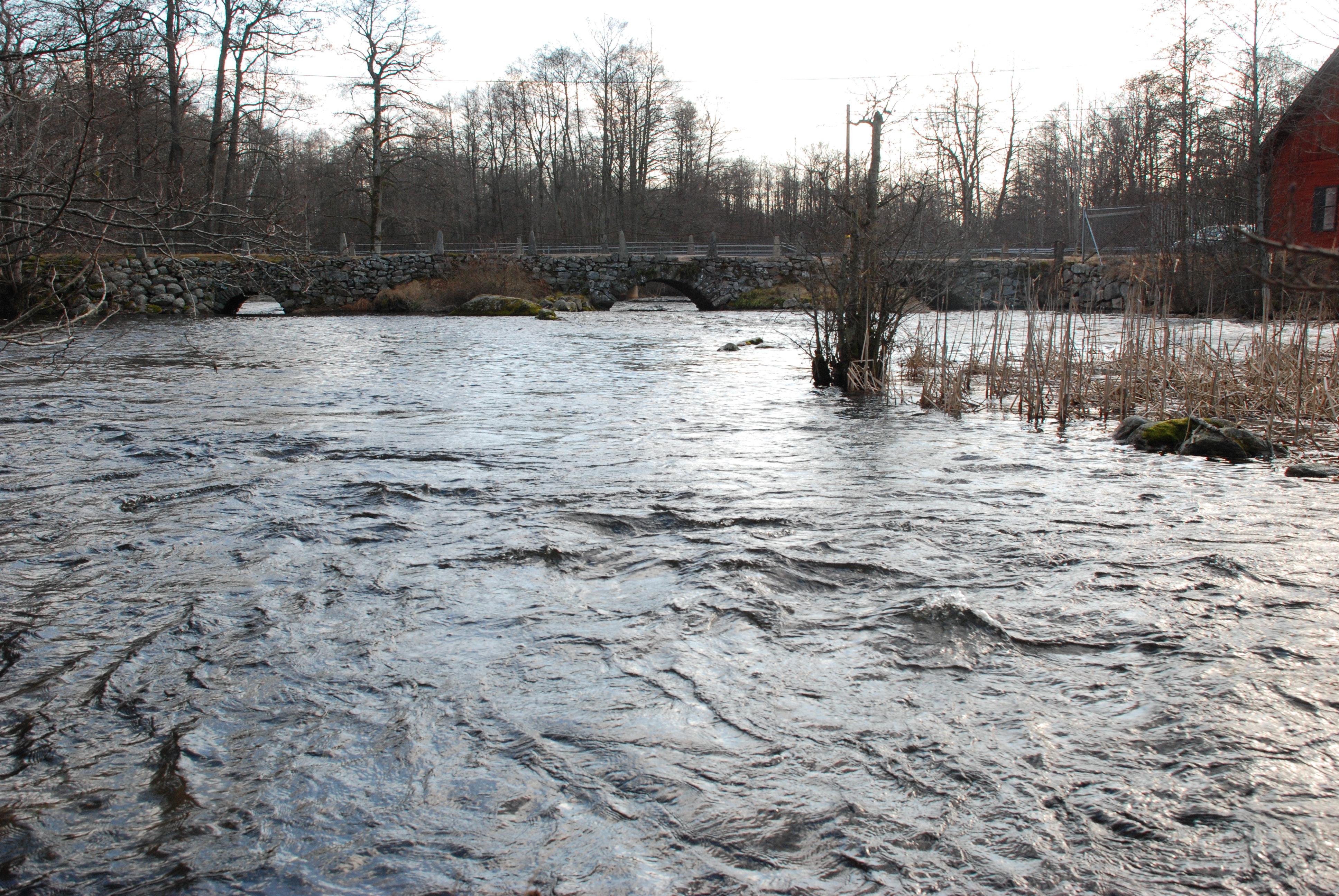
Helige å vid Bergkvara

Helige å eller Helga å är det avsnitt av Mörrumsån som löper från Helgasjön via Salen till Åsnen i Kronobergs län, Småland.